# Саді Ворпсі
Саді Ворпсі (алб. Sadi Vorpsi; 18 березня 1968, Тирана) — албанський політик, один із 140 членів Парламенту Республіки Албанія, що обраний на виборах 25 червня 2017 року.  Належить до Соціалістичної партії Албанії, яка на цих виборах здобула більшість.
Закінчив Політехнічний університет Тирани.
У 2013—2017 роках працював префектом округу Тирана.